# 神奇寶貝劇場版：裂空的訪問者 代歐奇希斯
《裂空的訪問者 代歐奇希斯》，是神奇寶貝動畫的第七部電影版、同時也是超世代系列和豐緣聯盟的第二部電影版。本作以「從宇宙來的神奇寶貝！？」作為標語。
從本部電影版起，短篇電影將會移至ANA飛機上放映，也因而大大加長了主片的放映時間。

## 劇情簡介
四年前，一顆隕石墜落至極地，從中誕生出DNA神奇寶貝-代歐奇希斯，居住在臭氧層的天空神奇寶貝—烈空坐，因而認為代歐奇希斯侵略牠的領域，雙方展開了一場激烈的殊死戰。戰況到了最後，烈空坐原本陷入一面倒的慘況，讓代歐奇希斯鬆懈了下來，沒想到代歐奇希斯卻一時大意，被烈空坐最後的破壞死光消滅，其核心沉到了海裡，倫多博士正好帶著他的助手優子及兒子小超來此地考察，目睹了這一切，並帶走了另一個還留在隕石內沒有復活的代歐奇希斯的核心，但是小超從此變得很害怕神奇寶貝。四年後，小智等人為了挑戰對戰塔，造訪了小超居住的高科技城市-拉魯斯市。在陰錯陽差下，小超被誤當成挑戰者和小智一起被送上競技場。就在同時，代歐奇希斯又完全復活，牠依據其同伴所發出的信號，來到了拉魯斯市。烈空坐也感覺到代歐奇希斯的復活，向拉魯斯市飛去，兩隻神奇寶貝的大戰即將一觸即發....

## 場景
- 北極：居住了很多海豹球，海魔獅及帝牙海獅。
- 拉魯斯市：一座非常先進且科技高度發達的城市。取材自加拿大多伦多；其中「拉魯斯」一詞為法文的音譯，反映加拿大部分區域是法屬自治區。為烈空坐與代歐奇希斯的戰場。

## 登場人物
| 角色           | 配音員                                  | 配音員 | 配音員                            | 介紹 |
| 角色           | 日本                                    | 香港   | 臺灣                              | 介紹 |
| -------------- | --------------------------------------- | ------ | --------------------------------- | --- |
| 小智           | 松本梨香                                | 吳小藝 | 汪世瑋                            | 本作男主角，年齡10歲，以神奇寶貝大師為目標持續旅行。                                                                                 |
| 皮卡丘         | 大谷育江                                |        |                                   | |
| 小遙           | KAORI                                   | 羅嘉玲 | 傅曼君                            | 神奇寶貝超世代的女主角 |
| 小剛           | 上田祐司                                | 張振聲 | 于正昇                            | 神奇寶貝超世代的第二男主角，尼比市的道館訓練家                                                                                       |
| 小勝           | 山田恭子                                | 方淑儀 | 詹雅菁                            | 神奇寶貝超世代的第三男主角，小遙之胞弟                                                                                               |
| 倫多博士       | 山寺宏一                                |        | 于正昇                            | 拉魯斯市的名研究員，四年前從事冰系神奇寶貝研究時意外得到隕石，目睹烈空坐與代歐奇希斯的戰鬥。對代歐奇希斯有些研究。                   |
| 小超           | 日高範子                                | 陳琴雲 | 傅曼君                            | 倫多博士的兒子，四年前的事件讓他不敢接近神奇寶貝，只要看見神奇寶貝靠近就會發抖。                                                     |
| 優子           | 上原多香子                              |        | 詹雅菁                            | 倫多博士的助手，幫助小智等人將另一隻代歐奇希斯重生。                                                                                 |
| 阿隆           | 野島健児                                |        | 吳東原                            | 神奇寶貝訓練家，與將太在戰鬥塔中二人連手打敗小超和小智的隊伍。個性有些高傲，搭擋為火焰雞。                                           |
| 凱薩琳＆奧黛莉 | 山本麻里安（凱薩琳） 水樹奈奈（奧黛莉） |        | 汪世瑋（凱薩琳） 詹雅菁（奧黛莉） | 阿隆的雙胞胎妹妹，對哥哥非常的崇拜。                                                                                                 |
| 將太           | 肥後誠                                  |        | 于正昇                            | 神奇寶貝訓練家，與阿隆在戰鬥塔中二人連手打敗小超和小智的隊伍，喜歡上小遙，在代歐奇希斯抓走人類時為了保護小遙而被抓走。搭擋為水箭龜。 |
| 小瞳           | ベッキー                                |        | 劉如蘋                            | 擅長戰術計算、隨時隨地拿著一台筆記型電腦做研究。搭擋為巨金怪，                                                                       |

### 神奇寶貝
- 正電拍拍（日本配音：川瀬晶子，台灣配音：詹雅菁）
- 負電拍拍（日本配音：比嘉久美子，台灣配音：汪世瑋）
- 小卡比獸（後進化成卡比獸）（日本配音：山本圭子，台灣配音：劉如蘋）
- 未知圖騰

### 傳說神奇寶貝
- 烈空坐（日本配音：小西克幸）
- 代歐奇希斯（日本配音：千葉進歩、野島健児）

## 主題曲
| 曲別   | 曲名                                    | 作詞                               | 作曲               | 編曲               | 歌                                                              |
| ------ | --------------------------------------- | ---------------------------------- | ------------------ | ------------------ | --------------------------------------------------------------- |
| 片頭曲 | 「」（盡情的夏天！！）                  | 比卡超學藝部                       | 田中宏和           | 編田中宏和         | 田村直美與向日葵合唱團 同時是2004年「小精靈填色繪畫比賽」主题曲 |
| 片尾曲 | 「」（L･O･V･E･L･Y～夢中的LOVELY BOY～） | Tommy february6（DefSTAR Records） | MALIBU-CONVERTIBLE | MALIBU-CONVERTIBLE | Tommy february6（DefSTAR Records）                              |

## 工作人員
- 原案：田尻智、増田順一、杉森建
- 监督：石原恒和
- 动画监修：小田部羊一
- 执行制片：久保雅一、鶴宏明
- 制片：吉川兆二、松追由香子、盛武源
- 动画制作：奥野敏聰、神田修吉
- 助理制片(associate producer)：川原章三、中尾哲郎、山内克仁、田中雅美、山下善久、吉田紀之、紀伊高明
- 助理制作(assistant producer)：島村優子、福田剛士
- TV相关(TV relationships)：岩田圭介、松山進
- 报道(desk)：高梨志帆、萩田奈緒、石橋里奈
- 脚本：園田英樹
- 分鏡：湯山邦彦、浅田裕二、水草一馬、難波日登志、木村哲
- 演出：浅田裕二、越智浩仁、吉川博明、渡辺正彦、柳伸亮、小川浩司、うえだしげる
- 角色设定：毛利和昭、松原徳弘、一石小百合
- 总作画监督：毛利和昭
- 总作画监督助理：松原徳弘、井ノ上ユウ子、田口広一
- 作画监督：玉川明洋、沢田正人、相沢昌弘、佐藤陵、佐藤和巳、志村隆行、清丸悟、中島里恵、松本卓也
- 动画校验：榎本冨士香、齋藤徳明、室岡辰一、笠間陽子、石黒篤、奥谷周子
- 色彩设计：佐藤美由紀、吉野記通
- 色彩指定：平出真弓、井上昭子、長尾朱美
- 检查：川崎亜矢、伊藤良樹、伊藤敦子、奥井恵美子、水巻みゆき
- 特殊效果：太田憲之
- 制片经理：大竹研次
- 美术监修：金村勝義
- 美术监督：秋葉みのる
- 数字化：高尾克己
- 背景扫描：清水真美、小川猛、鈴木美保
- 摄影监督：水谷貴哉
- CGI监督：佐藤誠
- CGI设定：坂美佐子
- 编辑：辺見俊夫
- 编辑助手：ジェイ・フィルム（今井大輔、渡辺直樹）
- 显像：イマジカ
- 音乐：宮崎慎二
- 音乐设定：篠原一雄、齋藤裕二
- 一部原曲・作曲：増田順一、一之瀬剛、青木森一
- 音响监督：三間雅文
- 音响设定：南沢道義、西名武
- 制作担当：小板橋司
- 制作报道：龜井康輝
- 风力发电取材协力：J-POWER]
- 制作：小学館プロダクション
- 动画制作协力：スタジオコクピット、グループ・タック、XEBEC M2
- 动画制作：OLM
- 监督：湯山邦彦
- 制作：龜井修、陣内弘之、富山幹太郎、芳原世幸、井澤昌平、田邊滋、八木正男、Pikachu project

## 備註
本部電影一直直到2006年才隨著「神奇寶貝樂園（Poké Park）」的宣傳活動被引進台灣，並且未在電影院上映。

## 外部連結
- （日語）電影介紹 （页面存档备份，存于）
- 互联网电影数据库（IMDb）上《神奇寶貝劇場版：裂空的訪問者 代歐奇希斯》的资料（英文）
- 開眼電影網上《神奇寶貝劇場版：裂空的訪問者 代歐奇希斯》的資料（繁體中文）
- 时光网上《神奇寶貝劇場版：裂空的訪問者 代歐奇希斯》的資料（简体中文）
- 豆瓣电影上《神奇寶貝劇場版：裂空的訪問者 代歐奇希斯》的資料 （简体中文）